# Моление Даниила Заточника
«Моле́ние Дании́ла Зато́чника» (также «Сло́во Дании́ла Зато́чника») — памятник древнерусской литературы XIII века. Написан как обращение к переяславско-суздальскому князю Ярославу Всеволодовичу в период с 1213 по 1236 год (по версии литературоведа Василия Истрина). Попавший в тяжелое положение автор просит князя о помощи.
Некоторые исследователи считают «Моление Даниила Заточника» первым опытом древнерусской дворянской публицистики. Для стиля «Моления Даниила Заточника» характерны сочетание цитат из Библии, летописи с живой речью, сатирой, направленной против бояр и духовенства. Отличается книжными познаниями автора, богатством образов, сатирическим отношением к окружающим. Нарочитая униженность сочетается с подчёркнутым умственным превосходством.

Списки «Моления» относятся к XV—XVII векам и обнаруживают значительную его эволюцию.

## Издания
- Слово Даниила Заточника // Сказания русского народа / Собр. И. Сахаровым. — Изд. 3-е. — СПб.: Тип. Сахарова, 1841. — Т. 1.
- Слово Даниила Заточника по редакциям XII и XIII вв. и их переделкам / приготовил к печати Н. Н. Зарубин. — Л., 1932.
- Слово Даниила Заточника // Библиотека литературы Древней Руси. — СПб.: Наука, 1997. — Т. 4. — 687 с.